# Vélo à Bucarest
 (août 2022).
Le vélo à Bucarest est moins populaire que dans d'autres villes européennes, en partie à cause du manque d'infrastructures cyclables et à cause des faibles taxes pour posséder et conduire une voiture. Néanmoins, le cyclisme est devenu de plus en plus courant au cours des années 2010 et des milliers de cyclistes participent à des événements masse critique, protestant contre l'opposition de la municipalité de Bucarest à la construction des installations cyclables séparées.
Le plus grand événement cycliste est "Prima Evadare" ("La première évasion").

## Pistes cyclables
Les premières pistes cyclables séparées ont été construites dans les années 1970 dans le district de Colentina, sur une longueur de trois kilomètres le long d'un tronçon de Șoseaua Colentina entre Obor et la rivière Colentina. Ils ont été remplacés en 2007 par des places de parking.
Entre 2008 et 2010, la mairie de Bucarest a construit 122 km de pistes cyclables sur les trottoirs de la ville (mêlant circulation vélo et piéton), pour un coût de 12 millions € ; en 2012, elles sont fermées par la police de la circulation en qui les jugent illégaux au regard du code de la route.
Le maire de Bucarest, Sorin Oprescu, déclare en mars 2013 qu'il refusait d'autoriser la construction de pistes cyclables séparées sur les routes, car il affirme que les conducteurs roumains ne sont pas civilisés et qu'il « ne veut pas compter les morts » en raison des accidents de circulation[réf. souhaitée]. Oprescu a également affirmé que la plupart des cyclistes ne veulent même pas de telles pistes cyclables.
En réaction à l'affirmation d'Oprescu selon laquelle les cyclistes ne voulaient pas de pistes cyclables séparées, la communauté cycliste de Bucarest a organisé une manifestation sous le slogan « nous voulons des voies [dédiées] sur la route » le 23 mars 2013, à laquelle 3 000 cyclistes aurait participé. Une manifestation encore plus importante a été organisée le 21 septembre 2013, à laquelle plus de 5 000 cyclistes ont participé.
Le résultat est une piste cyclable séparée dans l'avenue centrale Calea Victoriei.